# La Clarinette
La Clarinette est un roman de Vassilis Alexakis paru le 19 février 2015 aux éditions du Seuil.

## Résumé
Entre Paris et Athènes dans une Europe chancelante et une Grèce en pleine crise socio-économique, l'auteur, sous la forme d'un tombeau littéraire, brosse le portrait de son ami l'éditeur français Jean-Marc Roberts (1954-2013) qui vient de mourir d'un cancer. À l'image des mots qui disparaissent, que ce soit dans sa langue natale ou dans celle d'adoption, Vassilis Alexakis tente de lutter contre l'oubli des êtres qu'il a aimés en se remémorant les moments passés ensemble — qu'ils soient légers ou importants —, les lieux, les rencontres et les amours.

## Accueil critique
Le roman est bien accueilli par la critique,, et se voit décerner l'année de sa parution le prix François-Billetdoux et le prix Casanova.

## Éditions
- Éditions du Seuil, 2015  (ISBN 978-2-02-116769-6).